# Relaciones internacionales de Nigeria
Desde la independencia, con Jaja Wachuku como primer Ministro de Asuntos Exteriores y Relaciones con la Mancomunidad, más tarde llamado de Asuntos Exteriores, las relaciones internacionales de Nigeria se ha caracterizado por centrarse en África como potencia regional y por el apego a varios principios fundamentales: unidad e independencia africanas; capacidad para ejercer una influencia hegemónica en la región: resolución pacífica de las disputas; no alineación y no injerencia intencionada en los asuntos internos de otras naciones; y cooperación económica y desarrollo regionales. En cumplimiento de estos principios, Nigeria participa en la Unión Africana, la Comunidad Económica de Estados de África Occidental, el Movimiento de Países No Alineados, la Mancomunidad de Naciones y las Naciones Unidas.

## Nigeria y la liberación de África
Tras obtener la independencia en 1960, Nigeria se comprometió rápidamente a mejorar la vida de los habitantes del país y a aprovechar los recursos que siguen siendo vitales para la economía del país y de sus vecinos. Observando lo que beneficiaba y convenía al país, Nigeria se convirtió en uno de los miembros fundadores de la Organización para la Unidad Africana, predecesora de la actual Unión Africana. La Organización para la Unidad Africana controla la estabilidad política de todos los países africanos y les anima a celebrar reuniones regionales para estrechar lazos. Nigeria apoyó al Congreso Nacional Africano, manteniendo una postura firme y comprometida con el gobierno sudafricano y sus acciones militares en el sur de África. Nigeria y la Organización para la Unidad Africana (ahora Unión Africana) tienen una enorme influencia en las naciones de África Occidental, en general, en todo el continente africano. Además, Nigeria ha creado iniciativas de cooperación regional en África Occidental, actuando como abanderado de los Comunidad Económica de Estados de África Occidental y el Grupo de Supervisión de la Comunidad Económica de Estados de África Occidental, organizaciones económicas y militares, respectivamente.
Del mismo modo, cuando estalló la guerra civil en Angola tras la independencia del país de Portugal en 1975, Nigeria movilizó su influencia diplomática en África en apoyo del Movimiento Popular de Liberación de Angola. Este apoyo contribuyó a inclinar la balanza a su favor, lo que llevó a que la Organización para la Unidad Africana reconociera al Movimiento Popular de Liberación de Angola frente a la Unión Nacional para la Independencia Total de Angola.
Nigeria prestó apoyo diplomático a otra causa, la Organización del Pueblo de África del Sudoeste de Sam Nujoma, en Namibia, para paralizar el gobierno sudafricano del apartheid instalado allí. En 1977, el nuevo régimen militar del general Olusegun Obasanjo donó 20 millones de dólares al movimiento de Zimbabue contra el gobierno del apartheid de Rodesia. Nigeria también envió material militar a Mozambique para ayudar al nuevo país independiente a reprimir a la guerrilla de la Resistencia Nacional Mozambiqueña, apoyada por Sudáfrica. Nigeria también proporcionó entrenamiento militar en la primera división mecanizada del ejército de Kaduna y otro tipo de apoyo material a las fuerzas guerrilleras de Joshua Nkomo y Robert Mugabe durante la guerra de Zimbabue de 1979 contra el gobierno de la minoría blanca del primer ministro Ian Douglas Smith, que contaba con el respaldo del gobierno del apartheid de Sudáfrica. 
Debido a la mala gestión de su economía y tecnología, Nigeria anunció que iba a desarrollar un programa nuclear propio de "alcance ilimitado", pero el proyecto fracasó. Tras la independencia de Nigeria en 1960, el país demostró su compromiso a la hora de mejorar la economía para el pueblo y se embarcó en la nacionalización de algunas empresas multinacionales que comerciaban con el régimen del apartheid sudafricano y rompieron el embargo económico/comercial de éste; las operaciones locales del Barclays Bank fueron nacionalizadas después de que dicho banco hiciera caso omiso de las fuertes protestas de la población nigeriana.
Nigeria también nacionalizó la British Petroleum por suministrar petróleo a Sudáfrica. En 1982, el gobierno de Alhaji Shehu Shagari instó al pontífice visitante, Juan Pablo II, a que concediera audiencia a los líderes de las organizaciones guerrilleras del sur de África, Oliver Tambo, del Congreso Nacional Africano y Sam Nujoma, de la Organización del Pueblo de África del Sudoeste. En diciembre de 1983, el nuevo régimen del general de división Muhammadu Buhari anunció que Nigeria ya no podía permitirse un gobierno de apartheid en África. Sin embargo, al ser Nigeria la nación negra más importante de la Tierra por su población, Nigeria tiene un gran potencial y pronto se convertirá en una fuerza a tener en cuenta en la escena mundial.

## Nigeria y África Occidental
Con el fin de impulsar la cooperación y el desarrollo económicos regionales, Nigeria contribuyó a la creación de la Comunidad Económica de Estados de África Occidental, cuyo objetivo es armonizar las prácticas comerciales y de inversión de sus 16 países miembros de África Occidental, lograr una unión aduanera plena y establecer una moneda única. Nigeria también ha tomado la iniciativa de expresar la opinión de los países en desarrollo sobre la necesidad de modificar el orden económico internacional existente.
Nigeria ha desempeñado un papel fundamental en los esfuerzos de la Comunidad Económica de Estados de África Occidental para poner fin a la guerra civil en Liberia y aportó la mayor parte de las fuerzas de mantenimiento de la paz de la Comunidad Económica de Estados de África Occidental enviadas allí en 1990. Nigeria también ha aportado la mayor parte de las tropas de las fuerzas de la Grupo de Supervisión de la Comunidad Económica de Estados de África Occidental desplegadas en Sierra Leona.
En general, Nigeria ha disfrutado en general de buenas relaciones con sus vecinos inmediatos. Con un enorme poder militar, Nigeria ha desempeñado activamente un papel de liderazgo en África Occidental durante más de tres décadas, con el objetivo permanente de promover la paz y la estabilidad en la región más próspera del continente africano.

## Nigeria y las organizaciones internacionales
Nigeria es miembro de las siguientes organizaciones:
- Estados de África, del Caribe y del Pacífico
- Banco Africano de Desarrollo
- Unión Africana
- Comisión de Ciencia y Tecnología para el Desarrollo Sostenible en el Sur
- Mancomunidad de Naciones
- Comunidad Económica de Estados de África Occidental
- Organización de las Naciones Unidas para la Alimentación y la Agricultura
- Grupo de los 15
- Grupo de los 19
- Grupo de los 24
- Grupo de los 77
- Organismo Internacional de Energía Atómica
- Banco Internacional de Reconstrucción y Fomento
- Cámara de Comercio Internacional
- Organización de Aviación Civil Internacional
- Corte Penal Internacional
- Asociación Internacional de Fomento
- Corporación Financiera Internacional
- Fondo Internacional de Desarrollo Agrícola
- Organización Hidrográfica Internacional
- Organización Internacional del Trabajo
- Fondo Monetario Internacional
- Organización Marítima Internacional
- Organización Internacional de Telecomunicaciones Móviles por Satélite
- Comité Olímpico Internacional
- Organización Internacional de Normalización
- Movimiento Internacional de la Cruz Roja y de la Media Luna Roja
- Unión Internacional de Telecomunicaciones
- Interpol
- Movimiento de Países No Alineados
- Organización para la Prohibición de las Armas Químicas
- Organización de Países Exportadores de Petróleo
- Organización para la Cooperación Islámica
- Corte Permanente de Arbitraje
- Organización de las Naciones Unidas
- Conferencia de las Naciones Unidas sobre Comercio y Desarrollo
- Comisión Económica para África
- Organización de las Naciones Unidas para la Educación, la Ciencia y la Cultura
- Alto Comisionado de las Naciones Unidas para los Refugiados
- Organización de las Naciones Unidas para el Desarrollo Industrial
- Misión de Observación de las Naciones Unidas para Irak y Kuwait
- Instituto de las Naciones Unidas para Formación Profesional e Investigaciones
- Misión de Administración Provisional de las Naciones Unidas en Kosovo
- Misión de Naciones Unidas para el referéndum en el Sahara Occidental
- Misión de las Naciones Unidas en Bosnia y Herzegovina
- Misión de Observadores de las Naciones Unidas en Prevlaka
- Misión de Observadores de las Naciones Unidas en Tayikistán
- Universidad de Naciones Unidas
- Unión Postal Universal
- Confederación Mundial del Trabajo
- Organización Mundial de Aduanas
- Federación Sindical Mundial
- Organización Mundial de la Salud
- Organización Mundial de la Propiedad Intelectual
- Organización Meteorológica Mundial
- Organización Mundial del Turismo
- Organización Mundial del Comercio

El régimen de Babangida ingresó en la Organización de la Conferencia Islámica (actual Organización de Cooperación Islámica), aunque el presidente Obasanjo ha indicado que podría reconsiderar la adhesión de Nigeria. Se están haciendo comentarios para que Nigeria establezca más relaciones bilaterales.

## Relaciones diplomáticas
Lista de países con los que Nigeria mantiene relaciones diplomáticas:
| #   | País                                 | Fecha                    |
| --- | ------------------------------------ | ------------------------ |
| 1   | Australia                            | 1 de octubre de 1960     |
| 2   | Canadá                               | 1 de octubre de 1960     |
| 3   | Egipto                               | 1 de octubre de 1960     |
| 4   | Etiopía                              | 1 de octubre de 1960     |
| 5   | Francia                              | 1 de octubre de 1960     |
| 6   | Alemania                             | 1 de octubre de 1960     |
| 7   | Ghana                                | 1 de octubre de 1960     |
| 8   | India                                | 1 de octubre de 1960     |
| 9   | Israel                               | 1 de octubre de 1960     |
| 10  | Japón                                | 1 de octubre de 1960     |
| 11  | Liberia                              | 1 de octubre de 1960     |
| 12  | Noruega                              | 1 de octubre de 1960     |
| 13  | Rusia                                | 1 de octubre de 1960     |
| 14  | Sudán                                | 1 de octubre de 1960     |
| 15  | Suiza                                | 1 de octubre de 1960     |
| 16  | Reino Unido                          | 1 de octubre de 1960     |
| 17  | Estados Unidos                       | 1 de octubre de 1960     |
| 18  | Dinamarca                            | octubre de 1960          |
| 19  | Países Bajos                         | octubre de 1960          |
| 20  | Irlanda                              | 14 de octubre de 1960    |
| 21  | Camerún                              | noviembre de 1960        |
| 22  | Marruecos                            | 1960                     |
| 23  | Senegal                              | 1960                     |
| 24  | Bélgica                              | 4 de febrero de 1961     |
| 25  | España                               | 10 de febrero de 1961    |
| 26  | Turquía                              | 16 de febrero de 1961    |
| 27  | Pakistán                             | 22 de marzo de 1961      |
| 28  | Serbia                               | marzo de 1961            |
| 29  | Sierra Leona                         | 27 de abril de 1961      |
| 30  | Níger                                | 8 de junio de 1961       |
| 31  | Costa de Marfil                      | 26 de julio de 1961      |
| 32  | Brasil                               | 16 de agosto de 1961     |
| 33  | Arabia Saudí                         | 21 de agosto de 1961     |
| 34  | Guinea                               | agosto de 1961           |
| 35  | Irak                                 | 6 de septiembre de 1961  |
| 36  | Benín                                | 12 de septiembre de 1961 |
| 37  | Jordania                             | 30 de septiembre de 1961 |
| 38  | Suecia                               | 3 de octubre de 1961     |
| 39  | Chile                                | 5 de octubre de 1961     |
| 40  | República Checa                      | 25 de octubre de 1961    |
| 41  | Tanzania                             | 6 de diciembre de 1961   |
| 42  | Italia                               | 1961                     |
| 43  | Líbano                               | 11 de marzo de 1962      |
| 44  | Polonia                              | 30 de mayo de 1962       |
| 45  | Malí                                 | 1 de agosto de 1962      |
| 46  | Filipinas                            | 1 de agosto de 1962      |
| 47  | Chad                                 | 18 de octubre de 1962    |
| 48  | Tailandia                            | 1 de noviembre de 1962   |
| 49  | Austria                              | 21 de diciembre de 1962  |
| 50  | Libia                                | 1962                     |
| 51  | Togo                                 | 1962                     |
| 52  | Finlandia                            | 18 de enero de 1963      |
| 53  | Argentina                            | 19 de marzo de 1963      |
| 54  | Uganda                               | 6 de septiembre de 1963  |
| 55  | República Democrática del Congo      | 1963                     |
| 56  | Bulgaria                             | 10 de marzo de 1964      |
| 57  | Hungría                              | 4 de abril de 1964       |
| 58  | Kenia                                | 28 de mayo de 1964       |
| 59  | Uruguay                              | 20 de febrero de 1965    |
| 60  | Indonesia                            | 5 de marzo de 1965       |
| 61  | Malasia                              | 5 de marzo de 1965       |
| 62  | Venezuela                            | 16 de marzo de 1965      |
| 63  | Gambia                               | 28 de mayo de 1965       |
| 64  | Siria                                | 30 de septiembre de 1965 |
| 65  | Zambia                               | 1965                     |
| 66  | Rumanía                              | 12 de noviembre de 1966  |
| 67  | Argelia                              | 2 de septiembre de 1968  |
| 68  | Guinea Ecuatorial                    | 25 de enero de 1969      |
| 69  | Malaui                               | 29 de noviembre de 1969  |
| 70  | Túnez                                | 15 de enero de 1970      |
| 71  | Singapur                             | 20 de enero de 1970      |
| 72  | Birmania                             | 24 de enero de 1970      |
| 73  | Kuwait                               | 31 de enero de 1970      |
| 74  | Sri Lanka                            | enero de 1970            |
| 75  | Burkina Faso                         | 19 de febrero de 1970    |
| 76  | Somalia                              | 27 de febrero de 1970    |
| 77  | Barbados                             | 24 de abril de 1970      |
| 78  | Jamaica                              | 29 de abril de 1970      |
| 79  | Bolivia                              | 18 de septiembre de 1970 |
| 80  | República Centroafricana             | 6 de octubre de 1970     |
| 81  | Trinidad y Tobago                    | 6 de octubre de 1970     |
| 82  | Islandia                             | 3 de noviembre de 1970   |
| 83  | Burundi                              | 6 de noviembre de 1970   |
| 84  | Chipre                               | 1970                     |
| 85  | Grecia                               | 1970                     |
| 86  | China                                | 10 de febrero de 1971    |
| 87  | Madagascar                           | 24 de junio de 1971      |
| 88  | Perú                                 | 5 de julio de 1971       |
| 89  | Mongolia                             | 21 de septiembre de 1971 |
| 90  | Lesoto                               | noviembre de 1971        |
| 91  | Irán                                 | 5 de mayo de 1972        |
| 92  | Ruanda                               | 10 de junio de 1972      |
| 93  | Gabón                                | 18 de enero de 1973      |
| 94  | Albania                              | 22 de mayo de 1973       |
| 95  | Suazilandia                          | 13 de octubre de 1973    |
| 96  | Malta                                | 24 de mayo de 1974       |
| 97  | Cuba                                 | 1 de julio de 1974       |
| 98  | Guinea-Bissau                        | 1974                     |
| 99  | Mozambique                           | 25 de junio de 1975      |
| 100 | Costa Rica                           | 26 de junio de 1975      |
| 101 | Portugal                             | 10 de julio de 1975      |
| —   | Santa Sede                           | 20 de noviembre de 1975  |
| 102 | Nepal                                | 20 de diciembre de 1975  |
| 103 | Luxemburgo                           | 29 de diciembre de 1975  |
| 104 | Santo Tomé y Príncipe                | 30 de diciembre de 1975  |
| 105 | Bangladés                            | 3 de enero de 1976       |
| 106 | Angola                               | 15 de marzo de 1976      |
| 107 | México                               | 14 de abril de 1976      |
| 108 | Corea del Norte                      | 25 de mayo de 1976       |
| 109 | Vietnam                              | 25 de mayo de 1976       |
| 110 | Mauricio                             | 16 de junio de 1976      |
| 111 | Mauritania                           | junio de 1976            |
| 112 | Guayana                              | 2 de agosto de 1976      |
| 113 | Cabo Verde                           | 18 de agosto de 1976     |
| 114 | Seychelles                           | 28 de enero de 1977      |
| 115 | Haití                                | 28 de enero de 1978      |
| 116 | Colombia                             | 1 de enero de 1979       |
| 117 | Yemen                                | 12 de mayo de 1979       |
| 118 | Granada                              | junio de 1979            |
| 119 | Ecuador                              | 10 de diciembre de 1979  |
| 120 | Corea del Sur                        | 22 de febrero de 1980    |
| 121 | Surinam                              | 3 de junio de 1980       |
| 122 | Omán                                 | 18 de enero de 1981      |
| 123 | Emiratos Árabes Unidos               | 20 de enero de 1982      |
| 124 | Zimbabue                             | enero de 1982            |
| 125 | Vanuatu                              | 16 de marzo de 1982      |
| 126 | Nueva Zelanda                        | 16 de abril de 1982      |
| 127 | Belice                               | 19 de abril de 1982      |
| 128 | Papúa Nueva Guinea                   | agosto de 1982           |
| 129 | Bahamas                              | 26 de octubre de 1982    |
| 130 | Comoras                              | 5 de noviembre de 1982   |
| 131 | Antigua y Barbuda                    | 2 de marzo de 1983       |
| —   | República Árabe Saharaui Democrática | 11 de noviembre de 1984  |
| 132 | Paraguay                             | 27 de mayo de 1988       |
| 133 | Maldivas                             | 1 de marzo de 1989       |
| 134 | Yibuti                               | 12 de julio de 1989      |
| 135 | Namibia                              | 22 de marzo de 1990      |
| 136 | Kazajstán                            | 16 de diciembre de 1991  |
| 137 | Azerbaiyán                           | 11 de marzo de 1992      |
| 138 | Bielorrusia                          | 3 de agosto de 1992      |
| 139 | Moldavia                             | 7 de agosto de 1992      |
| 140 | Uzbekistán                           | 28 de agosto de 1992     |
| 141 | Estonia                              | 10 de noviembre de 1992  |
| 142 | Brunéi                               | 1 de diciembre de 1992   |
| 143 | Ucrania                              | 10 de diciembre de 1992  |
| 144 | Eslovenia                            | 19 de diciembre de 1992  |
| 145 | Croacia                              | 7 de enero de 1993       |
| 146 | Armenia                              | 4 de febrero de 1993     |
| 147 | Eslovaquia                           | 1 de septiembre de 1993  |
| 148 | Fiyi                                 | 1993                     |
| 149 | Sudáfrica                            | 21 de febrero de 1994    |
| 150 | Eritrea                              | 1998                     |
| 151 | Laos                                 | 10 de junio de 1999      |
| 152 | Georgia                              | junio de 2000            |
| 153 | Bosnia y Herzegovina                 | 13 de septiembre de 2000 |
| 154 | Lituania                             | 17 de enero de 2001      |
| 155 | Panamá                               | 12 de febrero de 2001    |
| 156 | Letonia                              | 30 de marzo de 2001      |
| 157 | Nicaragua                            | 24 de abril de 2001      |
| 158 | Camboya                              | 28 de mayo de 2001       |
| 159 | República Dominicana                 | 23 de julio de 2001      |
| 160 | Guatemala                            | diciembre de 2001        |
| 161 | Dominica                             | 2002                     |
| 162 | Macedonia del Norte                  | 24 de abril de 2003      |
| 163 | Timor Oriental                       | 2004                     |
| 164 | Catar                                | 2010                     |
| 165 | Liechtenstein                        | 28 de octubre de 2011    |
| 166 | Mónaco                               | 6 de julio de 2012       |
| 167 | Sudán del Sur                        | 17 de octubre de 2012    |
| 168 | Afganistán                           | 16 de abril de 2013      |
| 169 | Honduras                             | 25 de septiembre de 2013 |
| 170 | Bahréin                              | 8 de abril de 2014       |
| 171 | República del Congo                  | Desconocido              |
| —   | Estado de Palestina                  | Desconocido              |
| 172 | San Cristóbal y Nieves               | Desconocido              |
| 173 | San Vicente y las Granadinas         | Desconocido              |

## África
| País                     | Inicio de las relaciones formales | Notas |
| ------------------------ | --------------------------------- | --- |
| Argelia                  | 2 de septiembre de 1968           | Ambos países establecieron relaciones diplomáticas el 2 de septiembre de 1968. - Argelia tiene una embajada en Abuya. - Nigeria tiene una embajada en Argel. |
| Angola                   |                                   | Las relaciones entre Angola y Nigeria se basan principalmente en su papel de países exportadores de petróleo. Ambos son miembros de la Organización de Países Exportadores de Petróleo, la Unión Africana y otras organizaciones multilaterales. El Presidente de Nigeria, Muhammadu Buhari, envió un mensaje a su homólogo angoleño, José Eduardo dos Santos, en el que manifestó su interés en mantener y fortalecer las excelentes relaciones existentes entre ambos países, con el objetivo de generar mejores beneficios para los dos pueblos. - Angola tiene una embajada en Abuya. - Nigeria tiene una embajada en Luanda. |
| Benín                    | 12 de septiembre de 1961          | Ambos países establecieron relaciones diplomáticas el 12 de septiembre de 1961, cuando el Sr. Obed Pessou fue nombrado Encargado de Negocios de Dahomey en Nigeria. - Benín tiene una embajada en Abuya y un consulado general en Lagos. - Nigeria tiene una embajada en Cotonú. |
| Burkina Faso             | 19 de febrero de 1970             | Ambos países establecieron relaciones diplomáticas el 19 de febrero de 1970, cuando el embajador de Alto Volta en Nigeria (con residencia en Acra) presentó sus credenciales. - Burkina Faso tiene una embajada en Abuya. - Nigeria tiene una embajada en Uagadugú. |
| Camerún                  |                                   | La larga disputa fronteriza con Camerún por la península de Bakassi, potencialmente rica en petróleo, se resolvió en 2002 mediante una decisión de la Corte Internacional de Justicia que concedió a Camerún la propiedad de la región. En 2006 se firmó el Acuerdo de Greentree, que condujo a la retirada de las tropas nigerianas de Bakassi en 2008 y a la toma del control administrativo total por parte de Camerún en agosto de 2013. A finales de 1998, Nigeria liberó a unos 150 prisioneros de guerra cameruneses. - Camerún tiene una Alta Comisaría en Abuya y un Consulado General en Calabar. - Nigeria tiene una Alta Comisión en Yaundé, un consulado general en Duala y un consulado en Buea. |
| Chad                     |                                   | La campaña de austeridad económica de Nigeria en 1983 provocó tensiones con sus estados vecinos, incluido Chad. Nigeria expulsó a varios cientos de miles de trabajadores extranjeros de su industria petrolera, que se enfrentaba a drásticos recortes como consecuencia del descenso de los precios mundiales del petróleo. Al menos 30 000 de los expulsados eran chadianos. Sin embargo, a pesar de estas tensiones, los nigerianos habían colaborado en el lento proceso de alcanzar la estabilidad en Chad y ambas naciones reafirmaron su intención de mantener estrechos lazos. - Chad tiene una embajada en Abuya y un consulado en Maiduguri. - Nigeria tiene una embajada en Yamena. |
| República Centroafricana | 6 de octubre de 1970              | Ambos países establecieron relaciones diplomáticas el 6 de octubre de 1970. - La República Centroafricana tiene una embajada en Abuya. - Nigeria tiene una embajada en Bangui. |
| Egipto                   |                                   | - Egipto tiene una embajada en Abuya y un consulado general en Lagos. - Nigeria tiene una embajada en El Cairo. |
| Guinea Ecuatorial        | 25 de enero de 1969               | Ambos países establecieron relaciones diplomáticas el 25 de enero de 1969. - Guinea Ecuatorial tiene una embajada en Abuya y consulados en Calabar y Lagos. - Nigeria tiene una embajada en Malabo y un consulado en Bata. |
| Etiopía                  |                                   | - Etiopía tiene una embajada en Abuya. - Nigeria tiene una embajada en Addis Abeba. |
| Gabón                    | 18 de enero de 1973               | Ambos países establecieron relaciones diplomáticas el 18 de enero de 1973. - Gabón tiene una embajada en Abuya. - Nigeria tiene una embajada en Libreville. |
| Gambia                   | 28 de mayo de 1965                | - Gambia tiene una embajada en Abuya. - Nigeria tiene una embajada en Banjul. |
| Ghana                    | 1 de octubre de 1960              | Ghana creó una comisión en 1959, cuando Nigeria aún era un territorio dependiente. Tras la independencia de Nigeria, el 1 de octubre de 1960, esta comisión pasó a denominarse Alta Comisión. Las relaciones entre Ghana y Nigeria han sido a la vez amargas y dulces. En 1969 numerosos nigerianos fueron deportados de Ghana. Las relaciones entre ambos países han sido a la vez amargas y dulces. En 1969, numerosos nigerianos fueron deportados de Ghana. En la década de 1970, sin embargo, las relaciones fueron buenas. Las relaciones entre Ghana y Nigeria comenzaron con mal pie en los primeros años del gobierno del Consejo Provisional de Defensa Nacional. La tensión aumentó inmediatamente después de que el Consejo Provisional de Defensa Nacional depusiera a Limann en 1981. Como protesta, Nigeria dejó de suministrar petróleo a Ghana, que tanto lo necesitaba. En aquel momento, Ghana debía a Nigeria unos 150 millones de dólares por el suministro de crudo y dependía de Nigeria en un 90 %. La expulsión por parte de Nigeria de más de un millón de inmigrantes ghaneses a principios de 1983, cuando Ghana se enfrentaba a graves problemas económicos y de sequía y de otros 300 000 sin previo aviso a principios de 1985, tensó aún más las relaciones entre ambos países. En abril de 1988, se creó una comisión conjunta de cooperación entre Ghana y Nigeria. En agosto de 1985, un golpe de Estado sin violencia había llevado al poder al general de división Ibrahim Babangida en Nigeria y Rawlings aprovechó el cambio de administración para realizar una visita oficial. Los dos líderes debatieron una amplia gama de temas relacionados con la paz y la prosperidad en África Occidental, el comercio bilateral y la transición a la democracia en ambos países. A principios de enero de 1989, Babangida realizó una visita oficial a Ghana, que el Consejo Provisional de Defensa Nacional consideró un hito en las relaciones entre Ghana y Nigeria. Los posteriores contratiempos que Babangida inició en el proceso de transición democrática en Nigeria decepcionaron claramente a Acra. No obstante, la crisis política que siguió a la anulación por parte de Babangida de los resultados de las elecciones presidenciales nigerianas de junio de 1993 y a la dimisión de Babangida del ejército y de la presidencia dos meses después no alteró significativamente las estrechas relaciones existentes entre Ghana y Nigeria, dos de los miembros más importantes de la Comunidad Económica de Estados de África Occidental y de la Mancomunidad de Naciones. Tras la toma de posesión del general Sani Abacha como nuevo jefe de Estado nigeriano en noviembre de 1993, Ghana y Nigeria siguieron consultándose sobre cuestiones económicas, políticas y de seguridad que afectaban a ambos países y a África Occidental en su conjunto. Entre principios de agosto de 1994, cuando Rawlings asumió la presidencia de la Comunidad Económica de Estados de África Occidental y finales de octubre siguiente, el presidente ghanés visitó Nigeria en tres ocasiones para discutir el proceso de paz en Liberia y las medidas para restaurar la democracia en ese país. En la actualidad, Nigeria y Ghana mantienen una estrecha relación y colaboran en diversos asuntos. Ambos países son repúblicas de la Mancomunidad de Naciones. - Ghana tiene una Alta Comisión en Abuya y un Consulado General en Lagos. - Nigeria tiene una Alta Comisión en Acra. - Ambos países son miembros de pleno derecho de la Mancomunidad de Naciones. |
| Guinea                   |                                   | - Guinea tiene una embajada en Abuya y un consulado en Lagos. - Nigeria tiene una embajada en Conakry. |
| Costa de Marfil          | 26 de julio de 1961               | Ambos países establecieron relaciones diplomáticas el 26 de julio de 1961. - Costa de Marfil tiene una embajada en Abuya. - Nigeria tiene una embajada en Abiyán. |
| Kenia                    |                                   | - Kenia tiene una Alta Comisión en Abuya. - Nigeria tiene una Alta Comisión en Nairobi. - Ambos países son miembros de pleno derecho de la Mancomunidad de Naciones. |
| Liberia                  | 1 de octubre de 1960              | Ambos países establecieron relaciones diplomáticas el 1 de octubre de 1960, fecha en la que el Gobierno nigeriano aceptó que Liberia elevara el rango de su consulado general en Lagos a la categoría de embajada. - Liberia tiene una embajada en Abuya. - Nigeria tiene una embajada en Monrovia. |
| Libia                    |                                   | El 18 de marzo de 2010, Nigeria retiró a su embajador en Libia, Isa Aliyu Mohammed, en respuesta a la sugerencia del líder libio, el coronel Muamar el Gadafi, de que Nigeria se dividiera en un Estado musulmán en el norte y otro cristiano en el sur. Gaddafi había hecho esta sugerencia a la luz de la reciente violencia entre religiones rivales en Nigeria, que se había saldado con cientos de muertos. Además, Gaddafi había elogiado la partición de la India, que se saldó con la muerte de cientos de miles de personas, como el tipo de modelo que Nigeria debería seguir. El Ministerio de Asuntos Exteriores de Nigeria declaró que llamaba a Mohammed para "negociaciones urgentes" debido a las "declaraciones irresponsables del coronel Gadafi". La Asamblea Nacional de Nigeria solicitó al gobierno que pidiera a las Naciones Unidas que prohibieran a Gadafi pedir la división de Nigeria. La Asamblea Nacional también aprobó una moción instando al gobierno a ordenar una investigación de la Unión Africana sobre si Libia estaba intentando desestabilizar el país a través de "infiltrados". - Libia tiene una embajada en Abuya. - Nigeria tiene una embajada en Trípoli. |
| Madagascar               | 24 de junio de 1971               | Ambos países establecieron relaciones diplomáticas el 24 de junio de 1971. - Madagascar está acreditado ante Nigeria desde su embajada en Addis Abeba (Etiopía). - Nigeria está acreditada ante Madagascar a través de su alto comisionado en Maputo (Mozambique). |
| Malaui                   | 29 de noviembre de 1969           | Ambos países establecieron relaciones diplomáticas el 29 de noviembre de 1969. - Malawi está acreditado ante Nigeria desde su embajada en Addis Abeba (Etiopía). - Nigeria tiene una alta comisión en Lilongüe. |
| Malí                     | 1 de agosto de 1962               | Ambos países establecieron relaciones diplomáticas el 1 de agosto de 1962. - Mali tiene una embajada en Abuya. - Nigeria tiene una embajada en Bamako. |
| Marruecos                |                                   | - Marruecos tiene una embajada en Abuya. - Nigeria tiene una embajada en Rabat. |
| Mozambique               | 25 de junio de 1975               | Ambos países establecieron relaciones diplomáticas el 25 de junio de 1975. - Mozambique está acreditado ante Nigeria desde su embajada en Addis Abeba (Etiopía). - Nigeria tiene una alta comisión en Maputo. |
| Namibia                  | 28 de marzo de 1990               | Ambos países establecieron relaciones diplomáticas el 28 de marzo de 1990. - Namibia tiene una Alta Comisión en Abuya. - Nigeria tiene una Alta Comisión en Windhoek. |
| Níger                    | 8 de junio de 1961                | Ambos países establecieron relaciones diplomáticas el 8 de junio de 1961, cuando el embajador de Níger en Nigeria, M. Elhad Camatte Hammodon Maiga, presentó sus cartas credenciales al Gobernador General Azikiwe. Nigeria mantiene estrechas relaciones con la República de Níger, en parte porque ambas naciones comparten una gran minoría de la etnia hausa a lo largo de sus 1500 km de frontera. Los lazos lingüísticos y culturales entre los hausas son fuertes, pero no hay interés en un Estado panhausa. Las dos naciones forman parte de la Comisión Mixta de Cooperación Nigeria-Níger (NNJC), establecida en marzo de 1971 con sede permanente en Niamey (Níger). - Níger tiene una embajada en Abuya y un consulado general en Kano. - Nigeria tiene una embajada en Niamey. |
| Santo Tomé y Príncipe    | 30 de diciembre de 1975           | Ambos países establecieron relaciones diplomáticas el 30 de diciembre de 1975. - Nigeria tiene una embajada en Santo Tomé. - Santo Tomé y Príncipe tiene una embajada en Abuya. |
| Senegal                  |                                   | - Nigeria tiene una embajada en Dakar. - Senegal tiene una embajada en Abuya. |
| Sierra Leona             | 27 de abril de 1961               | Ambos países establecieron relaciones diplomáticas el 27 de abril de 1961, cuando el Sr. A. B. Oyediran fue nombrado primer Alto Comisionado de Nigeria en Sierra Leona. - Nigeria tiene una Alta Comisión en Freetown. - Sierra Leona tiene una Alta Comisión en Abuya. |
| Sudáfrica                | 21 de febrero de 1994             | Ambos países establecieron relaciones diplomáticas el 21 de febrero de 1994. - Nigeria tiene una Alta Comisión en Pretoria y un Consulado General en Johannesburgo. - Sudáfrica tiene una Alta Comisión en Abuya y un Consulado General en Lagos. - Ambos países son miembros de pleno derecho de la Mancomunidad de Naciones. |
| Sudán                    | 1 de octubre de 1960              | Ambos países establecieron relaciones diplomáticas el 1 de octubre de 1960, fecha en la que Nigeria creó una embajada en Jartum. - Nigeria tiene una embajada en Jartum. - Sudán tiene una embajada en Abuya. |
| Tanzania                 |                                   | - Nigeria tiene una Alta Comisión en Dar-es-Salam. - Tanzania tiene una Alta Comisión en Abuya. |
| Togo                     |                                   | - Nigeria tiene una embajada en Lomé. - Togo tiene una embajada en Abuya. |
| Túnez                    | 15 de enero de 1970               | Ambos países establecieron relaciones diplomáticas el 15 de enero de 1970. |
| Zimbabue                 |                                   | - Nigeria tiene una embajada en Harare. - Zimbabue tiene una embajada en Abuya. |

## América
| País              | Inicio de las relaciones formales | Notas |
| ----------------- | --------------------------------- | --- |
| Argentina         | 15 de agosto de 1961              | Ambos países establecieron relaciones diplomáticas el 15 de agosto de 1961. - Argentina tiene una embajada en Abuya. - Nigeria tiene una embajada en Buenos Aires. |
| Barbados          | 24 de abril de 1970               | - Ambos países establecieron relaciones diplomáticas el 24 de abril de 1970. - Nigeria está acreditada ante Barbados desde su alta comisión en Puerto España, Trinidad y Tobago. - Actualmente, el Gobierno de Barbados no tiene acreditación extranjera para Nigeria, sin embargo, el Gobierno nigeriano ha manifestado su deseo de que Barbados establezca una embajada directamente en Nigeria. En 2006, el gobernador del estado nigeriano de Ogun, Otunba Gbenga Daniel, anunció que los barbadenses recibirían terrenos gratis si deseaban mudarse a Nigeria. Nigeria ha presionado para que empresas e inversores barbadenses inviertan más y, en 2008, para que se establezcan vuelos directos entre ambos países. - Ambos países son miembros de pleno derecho de la Mancomunidad de Naciones. |
| Belice            | 19 de abril de 1982               | - Ambos países establecieron relaciones diplomáticas el 19 de abril de 1982. - Ambos países son miembros de pleno derecho de la Mancomunidad de Naciones. |
| Brasil            | 16 de agosto de 1961              | Ambos países establecieron relaciones diplomáticas el 16 de agosto de 1961. Las relaciones entre Nigeria y Brasil se centran principalmente en el comercio y la cultura, ya que el mayor país de América Latina por extensión y el mayor país de África por población están separados por el océano Atlántico. Durante siglos, Brasil y Nigeria han disfrutado de una relación cordial, amistosa y sólida basada en la cultura (dado que muchos afrobrasileños tienen sus antepasados nigerianos) y el comercio. - Brasil tiene una embajada en Abuya y un consulado general en Lagos. - Nigeria tiene una embajada en Brasilia. |
| Canadá            | 1 de octubre de 1960              | - Ambos países establecieron relaciones diplomáticas el 1 de octubre de 1960. - Canadá tiene una Alta Comisión en Abuya y una Alta Comisión Adjunta en Lagos. - Nigeria tiene una Alta Comisión en Ottawa. - Ambos países son miembros de pleno derecho de la Mancomunidad de Naciones. - Ministerio de Asuntos Exteriores y Comercio Internacional de Canadá sobre las relaciones con Nigeria. |
| Chile             | 5 de octubre de 1961              | Ambos países establecieron relaciones diplomáticas el 5 de octubre de 1961. - Chile está acreditado ante Nigeria desde su embajada en Nairobi (Kenia). - Nigeria está acreditada ante Chile desde su embajada en Buenos Aires (Argentina). |
| Colombia          | 1 de enero de 1979                | Ambos países establecieron relaciones diplomáticas el 1 de enero de 1979. - Colombia está acreditada ante Nigeria desde su embajada en Acra (Ghana). - Nigeria está acreditada ante Colombia desde su embajada en Caracas, (Venezuela). |
| Cuba              | 1 de julio de 1974                | Ambos países establecieron relaciones diplomáticas el 1 de julio de 1974. - Cuba tiene una embajada en Abuya. - Nigeria tiene una embajada en La Habana. |
| Ecuador           | 10 de diciembre de 1979           | Ambos países establecieron relaciones diplomáticas el 10 de diciembre de 1979. - Ecuador no tiene acreditación ante Nigeria. - Nigeria está acreditada ante Ecuador desde su embajada en Caracas (Venezuela). |
| Guayana           | 27 de junio de 1970               | - Ambos países establecieron relaciones diplomáticas el 27 de junio de 1970. - Ambos países son miembros de pleno derecho de la Mancomunidad de Naciones. |
| Jamaica           | 29 de abril de 1970               | Ambos países establecieron relaciones diplomáticas el 29 de abril de 1970. - Jamaica tiene una Alta Comisión en Abuya. - Nigeria tiene una Alta Comisión en Kingston. - Ambos países son miembros de pleno derecho de la Mancomunidad de Naciones. |
| México            | 14 de abril de 1976               | Ambos países establecieron relaciones diplomáticas el 14 de abril de 1976. - México tiene una embajada en Abuya. - Nigeria tiene una embajada en Ciudad de México. |
| Trinidad y Tobago | 6 de octubre de 1970              | Ambos países establecieron relaciones diplomáticas el 6 de octubre de 1970, cuando fue acreditado como primer Alto Comisionado de Nigeria en Trinidad y Tobago el Sr. Edwin Ogbu. - Nigeria tiene una Alta Comisión en Puerto España. - Trinidad y Tobago tiene una alta comisión en Abuya. - Ambos países son miembros de pleno derecho de la Mancomunidad de Naciones. |
| Estados Unidos    | 1 de octubre de 1960              | Ambos países establecieron relaciones diplomáticas el 1 de octubre de 1960. Tras la anulación de las elecciones presidenciales nigerianas del 12 de junio de 1993 y a la vista de las violaciones de los derechos humanos y de la imposibilidad de emprender una transición democrática significativa, Estados Unidos impuso numerosas sanciones a Nigeria. Estas sanciones incluían la imposición de la Sección 212(f) de la Ley de Inmigración y Nacionalidad para denegar la entrada en Estados Unidos a altos cargos del Gobierno y otras personas que formularan, aplicaran o se beneficiaran de políticas que impidieran la transición de Nigeria a la democracia; la suspensión de toda la ayuda militar; y la prohibición de la venta y reparación de material militar y servicios de refinería a Nigeria. El embajador estadounidense fue llamado a consultas durante cuatro meses tras la ejecución de los Nueve Ogoni el 10 de noviembre de 1995. Tras un periodo de relaciones cada vez más tensas, la muerte del general Abacha en junio de 1998 y su sustitución por el general Abubakar marcó el inicio de una nueva etapa de mejora de las relaciones bilaterales. A medida que avanzaba la transición a la democracia, la supresión de las restricciones de visado, el aumento de las visitas de alto nivel de funcionarios estadounidenses, las conversaciones sobre la futura asistencia y la concesión de un Certificado de Interés Nacional Vital en materia de lucha contra los estupefacientes, que entró en vigor en marzo de 1999, allanaron el camino para el restablecimiento de unos lazos más estrechos entre Estados Unidos y Nigeria, como socio clave en la región y el continente. Desde la toma de posesión del gobierno de Obasanjo, elegido democráticamente, la relación bilateral ha seguido mejorando y la cooperación en muchos objetivos importantes de política exterior, como el mantenimiento de la paz regional, ha sido buena. Tras los atentados del 11 de septiembre de 2001, el gobierno prestó un fuerte apoyo diplomático a los esfuerzos antiterroristas del gobierno de Estados Unidos. En sus declaraciones oficiales, el gobierno de Nigeria ha condenado los atentados terroristas y ha apoyado la acción militar contra los talibanes y Al Qaeda. Nigeria también ha desempeñado un papel destacado en la creación de un consenso antiterrorista entre los Estados del África subsahariana. Como miembro de la Corte Penal Internacional, Nigeria firmó un Acuerdo Bilateral de Inmunidad de protección para el ejército de los Estados Unidos (según lo dispuesto en el artículo 98). Se actualiza un pasaje completo. - Nigeria tiene una embajada en Washington D. C. y consulados generales en Atlanta y Nueva York. - Estados Unidos tiene una embajada en Abuya y un consulado general en Lagos. - Ambos países fueron colonias de Gran Bretaña |
| Uruguay           | 20 de febrero de 1965             | Ambos países establecieron relaciones diplomáticas el 20 de febrero de 1965. - Nigeria está acreditada ante Uruguay desde su embajada en Buenos Aires (Argentina). - Uruguay está acreditado ante Nigeria desde su embajada en Pretoria (Sudáfrica). |
| Venezuela         | 16 de marzo de 1965               | Ambos países establecieron relaciones diplomáticas el 16 de marzo de 1965. - Nigeria tiene una embajada en Caracas. - Venezuela tiene una embajada en Abuya. |

## Asia
| País                   | Inicio de las relaciones formales | Notas |
| ---------------------- | --------------------------------- | --- |
| Armenia                | 4 de febrero de 1993              | Ambos países establecieron relaciones diplomáticas el 4 de febrero de 1993. - Armenia no tiene acreditación ante Nigeria. - Nigeria está acreditada ante Armenia desde su embajada en Teherán (Irán). |
| Azerbaiyán             | 11 de marzo de 1992               | - Nigeria reconoció la independencia de Azerbaiyán el 11 de marzo de 1992. En esa fecha se establecieron relaciones diplomáticas entre ambos países. - Nigeria está acreditada ante Azerbaiyán desde su embajada en Teherán (Irán). |
| Bangladés              | 3 de enero de 1976                | Ambos países establecieron relaciones diplomáticas el 3 de enero de 1976. Ambas naciones son miembros de la Mancomunidad de Naciones, la Organización para la Cooperación Islámica y 8 países en desarrollo para la Cooperación Económica y están identificadas como economías de los Próximos Once. - Bangladesh tiene una Alta Comisión en Abuya. - Nigeria tiene una alta comisión en Daca. |
| China                  | 10 de febrero de 1971             | Nigeria y la República Popular China establecieron relaciones diplomáticas formales el 10 de febrero de 1971. Las relaciones entre ambas naciones se estrecharon como consecuencia del aislamiento internacional y la condena occidental de los regímenes militares nigerianos (1970-1998). Desde entonces, Nigeria se ha convertido en una importante fuente de petróleo y crudo para la economía china, en rápido crecimiento. Por su parte, Nigeria busca la ayuda de China para lograr un alto crecimiento económico. China le ha proporcionado un amplio apoyo económico, militar y político.En 2004 y 2006, el presidente chino Hu Jintao realizó una visita de Estado a Nigeria y pronunció un discurso en una sesión conjunta de la Asamblea Nacional de Nigeria. Ambas naciones firmaron un memorándum de entendimiento para establecer una asociación estratégica. China ha apoyado la candidatura de Nigeria a un puesto en el Consejo de Seguridad de las Naciones Unidas.En julio de 2019, los embajadores de 37 países, entre ellos Nigeria, ante la Organización de las Naciones Unidas firmaron una carta conjunta dirigida al Consejo de Derechos Humanos de las Naciones Unidas en la que defienden el trato que China dispensa a los uigures y a otros grupos musulmanes de la región de Sinkiang. - China tiene una embajada en Abuya y un consulado general en Lagos. - Nigeria tiene una embajada en Pekín y consulados generales en Hong Kong y Shanghái. |
| India                  |                                   | Las relaciones bilaterales entre la República de la India y la República Federal de Nigeria se han ampliado considerablemente en los últimos años, con el establecimiento de lazos estratégicos y comerciales entre ambas naciones. Nigeria suministra el 20% de las necesidades de petróleo de India y es el mayor socio comercial de India en África. - India tiene una Alta Comisión en Abuya. - Nigeria tiene una Alta Comisión en Nueva Delhi. |
| Indonesia              | 5 de marzo de 1965                | Ambos países establecieron relaciones diplomáticas el 5 de marzo de 1965. - Indonesia tiene una embajada en Abuya. - Nigeria tiene una embajada en Yakarta. |
| Irán                   | 5 de mayo de 1972                 | Ambos países establecieron relaciones diplomáticas el 5 de mayo de 1972. - Irán tiene una embajada en Abuya. - Nigeria tiene una embajada en Teherán. |
| Israel                 | 1 de octubre de 1960              | Ambos países establecieron relaciones diplomáticas con la independencia de Nigeria; el consulado general de Israel se convirtió en embajada el 1 de octubre de 1960. Entre 1973 y 1992, se interrumpieron las relaciones diplomáticas. Desde septiembre de 1992, las relaciones bilaterales son mejores. - Israel tiene una embajada en Abuya. - Nigeria tiene una embajada en Tel Aviv. |
| Japón                  |                                   | - Japón tiene una embajada en Abuya y un consulado general en Lagos. - Nigeria tiene una embajada en Tokio. |
| Líbano                 | 8 de enero de 1961                | Ambos países establecieron relaciones diplomáticas el 8 de enero de 1961, cuando el Consulado libanés en Lagos fue elevado al rango de Embajada. - Líbano tiene una embajada en Abuya. - Nigeria tiene una embajada en Beirut. |
| Corea del Norte        | 1976                              | - Nigeria tiene una embajada en Pionyang que cerró en 2021. - Corea del Norte tiene una embajada en Abuya. |
| Malasia                |                                   | - Malasia tiene una Alta Comisión en Abuya. - Nigeria tiene una Alta Comisión en Kuala Lumpur. |
| Pakistán               | 22 de marzo de 1961               | Ambos países establecieron relaciones diplomáticas el 22 de marzo de 1961. Ambos Estados han mantenido una estrecha relación, que el ministro de Defensa de Nigeria describe como "amistosa" y como un "lazo familiar". - Nigeria tiene una Alta Comisión en Islamabad. - Pakistán tiene una Alta Comisión en Abuya. |
| Filipinas              | 1 de agosto de 1962               | Ambos países establecieron relaciones diplomáticas el 1 de agosto de 1962. - Nigeria tiene una embajada en Manila. - Filipinas tiene una embajada en Abuya. |
| Catar                  |                                   | - Nigeria tiene una embajada en Doha. - Qatar tiene una embajada en Abuya. |
| Arabia Saudita         |                                   | - Nigeria tiene una embajada en Riad y un consulado general en Yeda. - Arabia Saudí tiene una embajada en Abuya. |
| Corea del Sur          | 22 de enero de 1980               | Ambos países establecieron relaciones diplomáticas el 22 de enero de 1980.Visitas de la República de Corea a Nigeria: En agosto de 1982, el presidente Chun Doo-hwan; en mayo de 1994, el enviado especial del presidente Roh Young-chan; en mayo de 1999, el enviado especial del presidente Choi Kwang-soo; en septiembre de 2002, el ministro de Construcción y Transporte Lim In-taek en calidad de enviado especial del presidente; y, por último, en marzo de 2006, el presidente Roh Moo-hyun. En mayo de 2007, el viceministro de Asuntos Exteriores, Kim Ho-young; en julio de 2007, el ministro de Construcción y Transporte, Lee Yong-seob; en diciembre de 2007, el viceministro de Comercio, Industria y Energía; en mayo de 2009, el director ejecutivo de Korea National Oil Cooperation; en septiembre de 2010, el ex primer ministro; y en mayo de 2011, el enviado especial del presidente. - Nigeria tiene una embajada en Seúl. - Corea del Sur tiene una embajada en Abuya. |
| Turquía                | 16 de febrero de 1961             | Ambos países establecieron relaciones diplomáticas el 16 de febrero de 1961, cuando el Consulado General de Turquía fue elevado a la categoría de Embajada con el Sr. Özer Fuat Tevs como Encargado de Negocios. - Nigeria tiene embajada en Ankara. - Turquía tiene una embajada en Abuya. - El volumen de comercio entre ambos países fue de 726 millones de dólares en 2019. - Hay vuelos directos desde Estambul a Abuya, Lagos y Port-Harcourt. |
| Emiratos Árabes Unidos | 20 de enero de 1982               | Ambos países establecieron relaciones diplomáticas el 20 de enero de 1982. - Nigeria tiene una embajada en Abu Dhabi. - Emiratos Árabes Unidos tiene una embajada en Abuya. |
| Vietnam                | 25 de mayo de 1976                | Ambos países establecieron relaciones diplomáticas el 25 de mayo de 1976. - Nigeria tiene una embajada en Hanói. - Vietnam tiene una embajada en Abuya. |

## Europa
| País            | Inicio de las relaciones formales | Notas |
| --------------- | --------------------------------- | --- |
| Austria         | 21 de diciembre de 1962           | Ambos países establecieron relaciones diplomáticas el 21 de diciembre de 1962, cuando el primer embajador austriaco en Nigeria tomó posesión de su cargo y Austria abrió su embajada en Lagos. - Austria tiene una embajada en Abuya. - Nigeria tiene una embajada en Viena. |
| Bélgica         | 4 de febrero de 1961              | Ambos países establecieron relaciones diplomáticas el 4 de febrero de 1961. - Bélgica tiene una embajada en Abuya. - Nigeria tiene una embajada en Bruselas. |
| Bulgaria        |                                   | - Bulgaria tiene una embajada en Abuya. - Nigeria está acreditada ante Bulgaria desde su embajada en Bucarest (Rumanía). |
| República Checa |                                   | - La República Checa tiene una embajada en Abuya. - Nigeria tiene una embajada en Praga. |
| Finlandia       |                                   | - Finlandia tiene una embajada en Abuya. - Nigeria está acreditada ante Finlandia desde su embajada en Estocolmo (Suecia). |
| Francia         | 1 de octubre de 1960              | Ambos países establecieron relaciones diplomáticas el 1 de octubre de 1960, aunque Nigeria rompió relaciones diplomáticas con Francia el 5 de enero de 1961 hasta el 26 de octubre de 1965. - Francia tiene una embajada en Abuya y un consulado general en Lagos. - Nigeria tiene una embajada en París. |
| Alemania        | 1 de octubre de 1960              | Ambos países establecieron relaciones diplomáticas el 1 de octubre de 1960. - Alemania tiene una embajada en Abuya y un consulado general en Lagos. - Nigeria tiene una embajada en Berlín y un consulado general en Fráncfort. |
| Grecia          |                                   | Grecia estableció una misión diplomática en Nigeria en 1970. El comercio entre ambos países está desequilibrado, ya que las importaciones de Grecia a Nigeria superan a las exportaciones. Los petroleros de propiedad griega desempeñan un papel importante en el transporte del petróleo y el gas natural nigerianos, que son sus principales exportaciones. Recientemente, un petrolero griego se ha visto implicado en un litigio por contrabando de crudo. En Lagos hay una pequeña comunidad empresarial griega. - Grecia tiene una embajada en Abuya y un consulado general en Lagos. - Nigeria tiene una embajada en Atenas. |
| Hungría         |                                   | - Hungría tiene una embajada en Abuya. - Nigeria tiene una embajada en Budapest. |
| Irlanda         |                                   | - Irlanda tiene una embajada en Abuya. - Nigeria tiene una embajada en Dublín. |
| Italia          |                                   | - Italia tiene una embajada en Nigeria y un consulado en Lagos. - Nigeria tiene una embajada en Roma. |
| Países Bajos    |                                   | - Holanda tiene una embajada en Abuya y un consulado general en Lagos. - Nigeria tiene una embajada en La Haya. |
| Polonia         | 30 de mayo de 1962                | Ambos países establecieron relaciones diplomáticas el 30 de mayo de 1962. - Nigeria tiene una embajada en Varsovia. - Polonia tiene una embajada en Abuya. |
| Portugal        | 10 de julio de 1975               | Ambos países establecieron relaciones diplomáticas el 10 de julio de 1975. - Nigeria tiene una embajada en Lisboa. - Portugal tiene una embajada en Abuya. |
| Rumania         |                                   | - Nigeria tiene una embajada en Bucarest. - Rumanía tiene una embajada en Abuya. |
| Rusia           |                                   | - Nigeria tiene una embajada en Moscú. - Rusia tiene una embajada en Abuya y un consulado general en Lagos. |
| España          | 10 de febrero de 1961             | Ambos países establecieron relaciones diplomáticas el 10 de febrero de 1961. - Nigeria tiene una embajada en Madrid. - España tiene una embajada en Abuya. |
| Suecia          | 3 de octubre de 1961              | Ambos países establecieron relaciones diplomáticas el 3 de octubre de 1961. - Nigeria tiene una embajada en Estocolmo. - Suecia tiene una embajada en Abuya. |
| Reino Unido     | 1 de octubre de 1960              | Ambos países establecieron relaciones diplomáticas el 1 de octubre de 1960, cuando fue acreditado el primer Alto Comisionado del Reino Unido en Nigeria, el Sr. Anthony Henry Head. Nigeria, antigua colonia británica, se independizó en 1960. Desde entonces, ha mantenido relaciones favorables con el Reino Unido. - Nigeria tiene una Alta Comisión en Londres. - El Reino Unido tiene una Alta Comisión en Abuya y una Alta Comisión Adjunta en Lagos, así como oficinas de enlace en Kaduna y Port Harcourt. |

## Oceanía
| País          | Inicio de las relaciones formales | Notas |
| ------------- | --------------------------------- | --- |
| Australia     |                                   | - Australia tiene una Alta Comisión en Abuya. - Nigeria tiene una Alta Comisión en Canberra. - Ambos países son miembros de pleno derecho de la Mancomunidad de Naciones. |
| Nueva Zelanda | 16 de abril de 1982               | Ambos países establecieron relaciones diplomáticas el 16 de abril de 1982, cuando el primer Alto Comisionado de Nigeria en Canberra, Edward Sanu, presentó sus credenciales al Gobernador General de Nueva Zelanda. - Nueva Zelanda tiene acreditada ante Nigeria una embajada en Addis Abeba (Etiopía). - Nigeria está acreditada ante Nueva Zelanda desde su Alto Comisionado en Canberra (Australia). - Ambos países son miembros de pleno derecho de la Mancomunidad de Naciones. |

## Disputas internacionales
La delimitación de las fronteras internacionales en las proximidades del lago Chad, cuya ausencia provocó incidentes fronterizos en el pasado, ha concluido y está pendiente de ratificación por Camerún, Chad, Níger y Nigeria. Actualmente, la disputa con Camerún sobre las fronteras terrestres y marítimas en torno a la península de Bakasi se encuentra actualmente ante el Tribunal Internacional de Justicia; la disputa sobre las fronteras marítimas con Guinea Ecuatorial se debe a la disputa de jurisdicción sobre las zonas ricas en petróleo del golfo de Guinea.

## Nigeria y la Mancomunidad de Naciones
La Federación de Nigeria se independizó del Reino Unido en 1960 con la Reina Isabel II fue reconocida como Reina de Nigeria. En 1963, Nigeria se convirtió en una república de la Mancomunidad de Naciones, cuando el Gobernador General de Nigeria, Nnamdi Azikiwe, se convirtió en el primer Presidente de Nigeria.
Nigeria estuvo suspendida de la Mancomunidad de Naciones desde 1995 hasta 1999, año en que recuperó su condición de miembro de pleno derecho.